# Onychognathus
Onychognathus és un gènere d'ocells de la família dels estúrnids (Sturnidae).

## Taxonomia
Segons la classificació del Congrés Ornitològic Internacional (versió 12.2, juliol 2022) aquest gènere conté 11 espècies:
- Onychognathus morio - estornell ala-roig.
- Onychognathus tenuirostris - estornell becfí.
- Onychognathus fulgidus - estornell de jungla.
- Onychognathus walleri - estornell de Waller.
- Onychognathus blythii - estornell de Somàlia.
- Onychognathus frater - estornell de Socotra.
- Onychognathus tristramii - estornell de Tristram.
- Onychognathus nabouroup - estornell alaclar.
- Onychognathus salvadorii - estornell de Salvadori.
- Onychognathus albirostris - estornell becblanc.
- Onychognathus neumanni - estornell de Neumann.